# Hornachuelos
Hornachuelos ist eine Gemeinde mit 4.390 Einwohnern (Stand: 2024) in der Provinz Córdoba in Andalusien.

## Geographie
Die Gemeinde grenzt an Alanís, Almodóvar del Río, Azuaga, Écija, Espiel, Fuente Obejuna, Fuente Palmera, Las Navas de la Concepción, Palma del Río, Peñaflor, Posadas, La Puebla de los Infantes und Villaviciosa de Córdoba. Der Ort befindet sich auf einem Hügel und blickt auf den Stausee El Bembéza.

## Geschichte
Der genaue Ursprung des Ortes ist unbekannt. Er wurde 1240 von Ferdinand III. erobert und fiel danach unter die Herrschaft verschiedener Gutsherren.

## Sehenswürdigkeiten
- Kirche Santa María de las Flores
- Gebirgszug Sierra de Hornachuelos, Naturschutzgebiet